# Sismo de Portugal de 1969
O Sismo de 1969 deu-se a 28 de Fevereiro de 1969 pelas 3h41 CET (2h41 GMT). Atingiu toda a região de Portugal, norte de Marrocos e parte de Espanha, sendo o último grande sismo a ocorrer em Portugal Continental, e o mais importante do século XX. O epicentro do sismo ocorreu a 36.01º N, 10.57º W, no Oceano Atlântico a sudoeste do Cabo de São Vicente, e a magnitude atribuída foi de 8 na escala Richter e VIII na escala de Mercalli, além disso, o sismo atigiu o grau 7 a magnitude máxima da escala de intensidade sísmica da Agência Meteorológica do Japão. Este evento é interpretado como resultante da compressão interplaca (Africana e Euroasiática) que ocorre na região sudoeste ibérica.
O sismo provocou alarme e pânico entre a população, cortes nas telecomunicações e no fornecimento de energia eléctrica. Em Espanha houve sete morte indiretas, por enfarte, e em Marrocos houve 11 mortos diretos. Registaram-se 13 vítimas mortais em Portugal Continental, 2 como consequência direta do sismo, e 11 indiretas. A maior intensidade (VIII) foi sentida no Algarve, sendo atribuída a Lisboa uma intensidade (VII).  